# Джон Бардін
Джон Барді́н (англ. John Bardeen; (23 травня 1908 , Медісон  — 30 січня 1991 , Бостон ) — американський фізик. Двічі лауреат Нобелівської премії: у 1956 за винахід транзистора та у 1972 за мікроскопічну теорію надпровідності.

## Юні роки і освіта
Джон Бардін народився 23 травня 1908 року в Медісоні, штат Вісконсин, США в сім'ї Чарльза і Алтеї Бардінів. Чарльз Бардін був професором анатомії в університеті Вісконсина і допомагав в заснуванні там медичної школи. До шлюбу Алтея викладала у Лабораторній Школі Деві і управляла фірмою внутрішнього декору. Після шлюбу вона стала помітною фігурою у світі мистецтва.
Математичний талант Бардіна дав рано про себе знати. Його учитель математики в сьомому класі спонукав Бардіна розв'язувати задачі підвищеної складності і пізніше Бардін дякував йому за те, «що він першим розбудив його цікавість до математики».
Бардін закінчив школу у віці 15 років, хоча він міг закінчити її ще кількома роками раніше. Затримка із закінченням школи була пов'язана з прослуховуванням додаткових дисциплін в іншій школі, а також зі смертю матері. Він поступив у Вісконсинський університет у 1923 р.
У коледжі він вступив до братства Зета-Псі. Необхідний вступний внесок він заробив частково і грою в більярд.
Бардін отримав ступінь бакалавра і магістра електротехніки в 1928 р. Він прослухав усі курси лекцій з фізики і математики, які були йому цікаві, і закінчив університет за 5 років - на рік довше, ніж зазвичай. Це дозволило йому одночасно написати магістерську дисертацію під керівництвом Лео Петерса. Його наставниками з математики були Воррен Вівер і Едвард Ван Флек. Головним наставником із фізики був Джон ван Флек, але також великий вплив на нього мали вчені Поль Дірак, Вернер Гейзенберг і Арнольд Зоммерфельд.

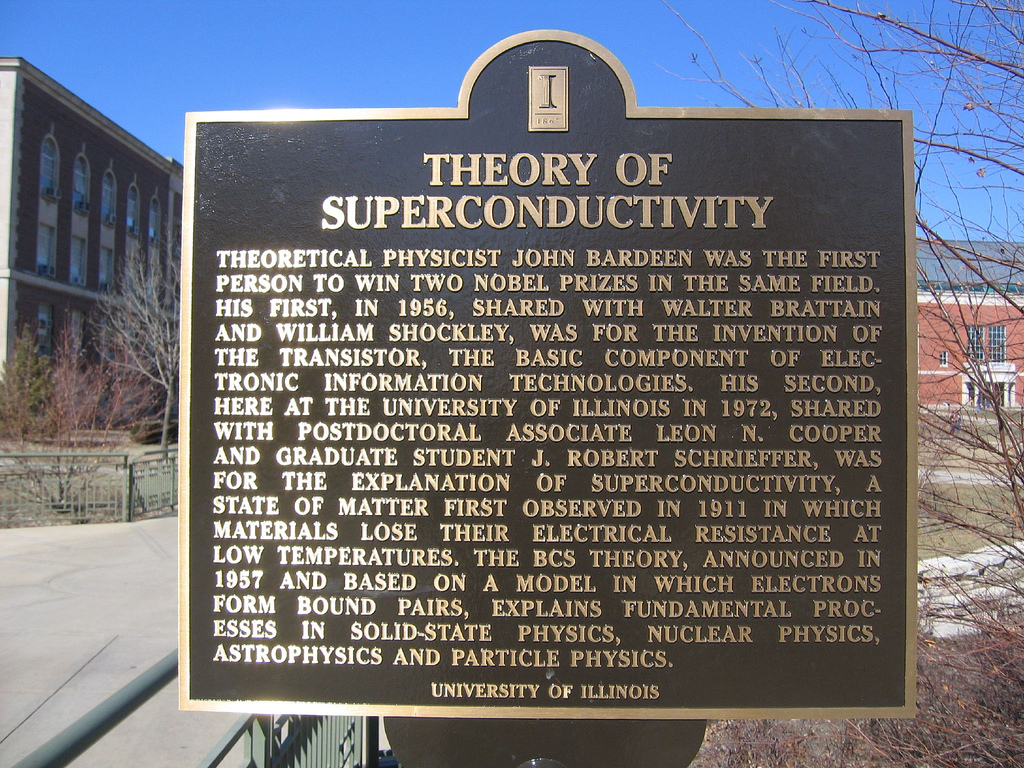
Меморіальна дошка пам'яті Бардіна та теорії надпровідністі в Іллінойському університеті в Урбана-Шампейн

Деякий час після закінчення університету Бардін залишався у Вісконсині, продовжуючи свої дослідження, але потім перейшов працювати на три роки в Gulf Research Laboratories - дослідницьке відділення компанії Gulf Oil з Пітсбурга. Після того, як ця робота перестала цікавити його, він подав заяву і був прийнятий на програму аспірантури з математики в Принстонському університеті.
Бардін вивчав математику і фізику як аспірант, і згодом написав дисертацію на здобуття ступеня доктора філософії з математичної фізики в галузі фізики твердого тіла під керівництвом лауреата Нобелівської премії Юджина Вігнера. Він отримав ступінь у Принстоні в 1936. Через смерть батька Бардін не зміг закінчити свою дисертацію до початку роботи в Гарвардському університеті за постдоківською стипендією, і вимушений був дописувати її впродовж першого семестру свого перебування там.
У Принстоні, під час візиту до свого старого друга в Пітсбург, він зустрів Джейн Максвелл, з якою одружився ще до від'їзду з Принстона.

## Подальше життя і кар'єра
Восени 1938 року Бардін приступив до виконання обов'язків доцента в Міннесотському університеті.
У 1941 розгорілася світова війна і колеги переконали Бардіна перейти на роботу в артилерійську лабораторію ВМС США. Передбачалося, що він пропрацює там чотири роки. У 1943 році йому запропонували участь в Мангеттенському проєкті, але він відмовився з сімейних причин. За свою службу в артилерійській лабораторії він був нагороджений Медаллю за похвальну громадянську службу.
Після закінчення Другої світової війни Бардін спробував повернутися в академічні кола. Проте університет Міннесоти не усвідомив важливості молодої галузі - фізики твердого тіла. Йому запропонували тільки невелике підвищення. Знання з фізики твердого тіла зробили Бардіна цінним працівником для Лабораторії Белла, у якій саме в той час відкрили відділ твердого тіла. Пам'ятаючи, що університет не надав підтримки його дослідженням, він вирішив у 1945 прийняти спокусливу пропозицію від Лабораторії Белла.

### Лабораторія Белла

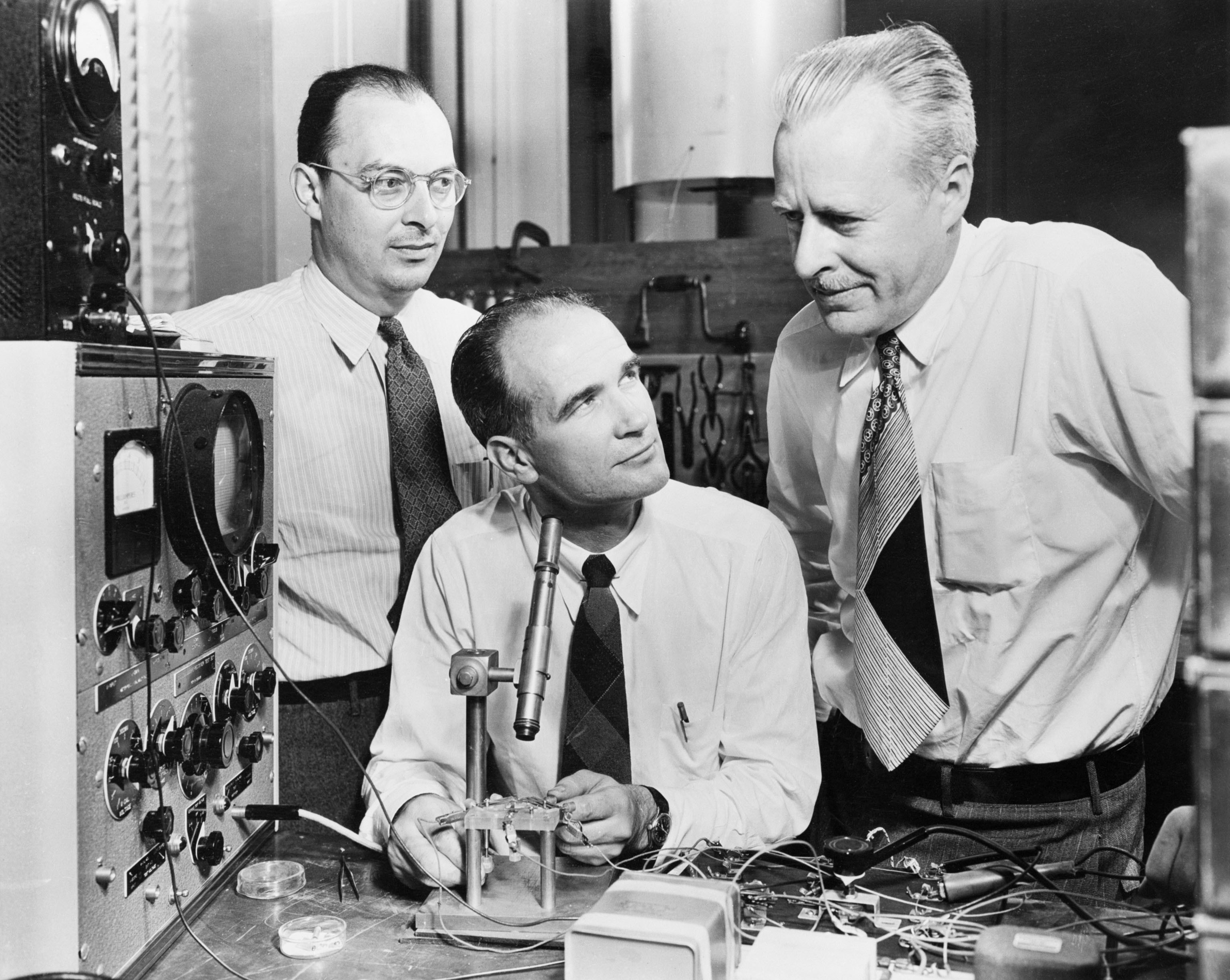
Джон Бaрдін, Вільям Шоклі та Волтер Браттейн у Лабораторії Белла, 1948.

У жовтні 1945 Бардін почав працювати в лабораторії Белла. Він з сім'єю переїхав до міста Саміт у Нью-Джерсі, що було в межах поїздки на автобусі від дослідницького кампусу Мюррей-Гілл. Він знову подружився з Волтером Браттейном, з яким раніше познайомився через його брата. Брат Браттейна також був аспірантом у Принстоні. 23 грудня 1947 року Бардін, Браттейн і Вільям Шоклі (менеджер Бардіна на той момент) створили транзистор.

### Винахід транзистора

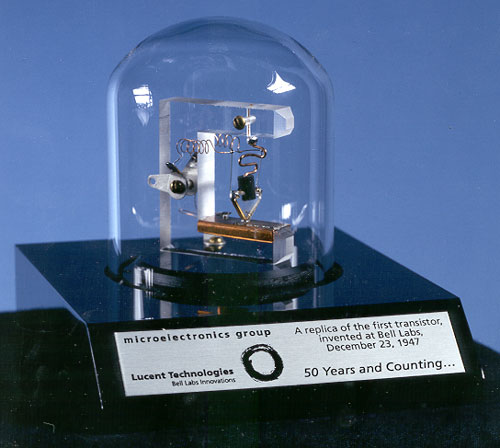
Стилізована копія першого транзистора, винайденого в лабораторії Белла 23 грудня 1947

23 грудня 1947, Бардіну і Браттейну, працюючи без Шоклі, вдалося створити точково-контактний транзистор, що дав підсилення. Наступного місяця, 'патентні повірені лабораторії Белла розпочали працювати над патентною заявкою.
Адвокати лабораторії Белла скоро з'ясували, що принцип ефекту поля Шоклі був очікуваним і був запатентований в 1930 році Юліусом Лілієнфельдом, який подав його в MESFET — як патент у Канаді 22 жовтня 1925.
Шоклі отримав левову частину заслуги за винахід транзистора, що призвело до погіршення відносин із Бардіном. Управління лабораторії Белла, однак, представило всіх трьох винахідників як одну команду. Шоклі, зрештою, розлютився і відсторонив Бардіна і Браттейна та по суті заблокував їх двох від робіт над планарним транзистором. Бардін почав досліджувати теорію надпровідності і покинув лабораторію Белла в 1951 році. Браттейн відмовився далі працювати з Шоклі і був переведений до іншої групи. Ні Бардін, ні Браттейн не мали багато спільного з розробками транзистора протягом першого року після його винаходу.
«Транзистор» (комбінація «англ. transconductance» i «англ. resistor») був у 50 разів меншим від вакуумної лампи. Його використання у радіо та телевізорах дозволило зробити ці пристрої компактнішими.

### Повернення в академічні кола
Бардін долучився до інженерного факультету університету Іллінойса в 1951. Першим аспірантом Бардіна був Нік Голоняк (1954) - винахідник першого "видимого" лазера та світлодіода в 1962.
Спільно з Леоном Купером і Джоном Робертом Шріффером Бардін працював над теорією звичайних надпровідників, яка була названа на їхню честь - теорія БКШ. За цю роботу його нагородили Нобелівською премією за 1972 рік.
Бардін отримав Медаль шани IEEE в 1971  за "видатний внесок у розуміння провідності твердих тіл, винахід транзистора і мікроскопічну теорію надпровідності".
Бардін славився своєю скромністю. Попри те, що він майже 40 років був професором в Іллінойсі, його сусіди і студенти пам'ятали його в основному через його пікніки, на яких він готував їжу для своїх друзів, багато з яких і не підозрювали про його досягнення в університеті. На його честь названий блок в інженерному відділенні університету Іллінойса.

### Ксерокс
Бардін був авторитетним радником корпорації Ксерокс. Незважаючи на свою тиху натуру, він зробив нехарактерний для нього крок, переконуючи менеджерів Ксероксу підтримати дослідницький центр Каліфорнії - Ксерокс Парк, - коли головна компанія вважала, що її дослідницький центр приносить мало користі.

### Смерть
Бардін помер від зупинки серця 30 січня 1991 року в Бостоні. Похований на кладовищі  Форест-Гілл (англ. Forest Hill Cemetery) в Медісоні (Вісконсин)

## Публікації
Вибір публікацій від A Biographical Memoir (David Pines, wyd. National Academy of Sciences 2013)
- 1936 – J. Bardeen, Theory of the work function, Part II. The surface double layer, Phys. Rev. 49:653-663
- 1936 – J. Bardeen, Electron exchange in the theoy of metals (abstract), Phys. Rev. 50:1098
- 1937 – J. Bardeen, Conductivity of monovalent metals, Phys. Rev. 52:88-97
- 1937 – J. Bardeen, On the density of energy levels of heavy nuclei, Phys. Rev. 51:799-803
- 1938 – J. Bardeen, Compressibilities of the alkali metals, J. Chem. Phys. 6:372-378
- 1938 – J. Bardeen, E. Feenberg, Symmetry effects in the spacing of nuclear energy levels, Phys. Rev. 54:809-818
- 1941 – J. Bardeen, Theory of superconductivity (abstract). Phys. Rev. 59:928
- 1948 – J. Bardeen, W.H. Brattain, The transistor, a semi-conductor triode, Phys. Rev. 74:230-231
- 1950 – J. Bardeen, Wave functions for superconducting electrons, Phys. Rev. 80: 567-574
- 1951 – J. Bardeen, Relation between lattice vibration and London’s theories of superconductivity, Phys. Rev. 81:829-834
- 1955 – J. Bardeen, D. Pines,, Electron-phonon interaction in metals, Phys. Rev. 99:1140-1150
- 1956 – J. Bardeen, Theory of superconductivity, w: Encyclopedia of Physics, vol. 15. pp. 274–369. Heidelberg: Springer-Verlag
- 1957 – J. Bardeen, L.N. Cooper, J. R. Schrieffer, Microscopic theory of superconductivity. Phys. Rev. 106:162-164
- 1957 – J. Bardeen, L.N. Cooper, J. R. Schrieffer., Theory of superconductivity, Phys. Rev. 108:1175-1204
- 1961 – J. Bardeen, J.R. Schrieffer, Recent developments in superconductivity, w: Progress in low temperature physics, vol. III, ed. C.J. Gorter, s. 170-287, Amsterdam: North Holland
- 1965 – J. Bardeen, M.J. Stephen, Theory of the motion of vortices in superconductors, Phys. Rev. A 140:1197-1207
- 1967 – J. Bardeen, G. Baym, D. Pines, Effective interaction of He3 atoms in dilute solutions of He3 in He4 at low temperatures, Phys. Rev. 156:207-22l
- 1973 – D. Allender, J. Bardeen, J. Bray, Model for an exciton mechanism of superconductivity, Phys. Rev. B 7:1020-1029